# Piaśnica
```
Piaśnica
 là một con sông ở phía bắc 
Ba Lan
, thuộc 
hạt Puck
 gần 
Gdańsk
, ở 
Pomeranian Voivodeship
. Nó bắt nguồn từ bên trong vùng hoang dã Puszcza Darżlubka, nằm ở cực bắc của khu vực địa lý của Pobrzeże Kaszubskie. Rừng Darżlubie (còn được gọi bằng 
tiếng Ba Lan
 là 
Lasy Piaśnickie
), dòng sông có hai khu bảo tồn thiên nhiên (
khu bảo tồn Ba Lan
). Ở phía nam, nó giáp với Công viên Cảnh quan Tricity từ đó, nó được ngăn cách bởi dòng sông Reda. Nơi hoang dã nhất của dòng sông, cũng là nguồn của sông Gizdepka. Tên của Piaśnica xuất phát từ các ngôi làng gần đó là Piaśnica Mała và Piaśnica Wielka.
[
1
]
[
2
]
```

Nơi khởi nguồn của dòng sông gắn với địa điểm giết người hàng loạt lớn thứ hai trong Thế chiến II. Vụ giết người hàng loạt ở Piaśnica, có khoảng từ 12.000 đến 16.000 con tin (chủ yếu là giới trí thức), bị Đức quốc xã thực hiện giữa mùa thu năm 1939 và mùa xuân năm 1940 gần thị trấn Wielka Piaśnica.
Dòng sông chảy qua hồ Żarnowiec và kết thúc ở biển Baltic, gần Żarnowiec.